# (500535) 2012 UM14
(500535) 2012 UM14 es un asteroide perteneciente al cinturón de asteroides, descubierto el 16 de octubre de 2012 por el equipo del Mount Lemmon Survey desde el Observatorio del Monte Lemmon, Arizona, Estados Unidos.

## Designación y nombre
Designado provisionalmente como 2012 UM14.

## Características orbitales
2012 UM14 está situado a una distancia media del Sol de 3,081 ua, pudiendo alejarse hasta 3,201 ua y acercarse hasta 2,960 ua. Su excentricidad es 0,039 y la inclinación orbital 6,435 grados. Emplea 1975,31 días en completar una órbita alrededor del Sol.

## Características físicas
La magnitud absoluta de 2012 UM14 es 17. 